# Konståret 1864

## Händelser

### Okänt datum
- Fruntimmersavdelningen vid Kungliga Akademien för de fria konsterna inrättades.

## Priser
- Prix de Rome (för skulptur) - Louis-Ernest Barrias.

## Verk

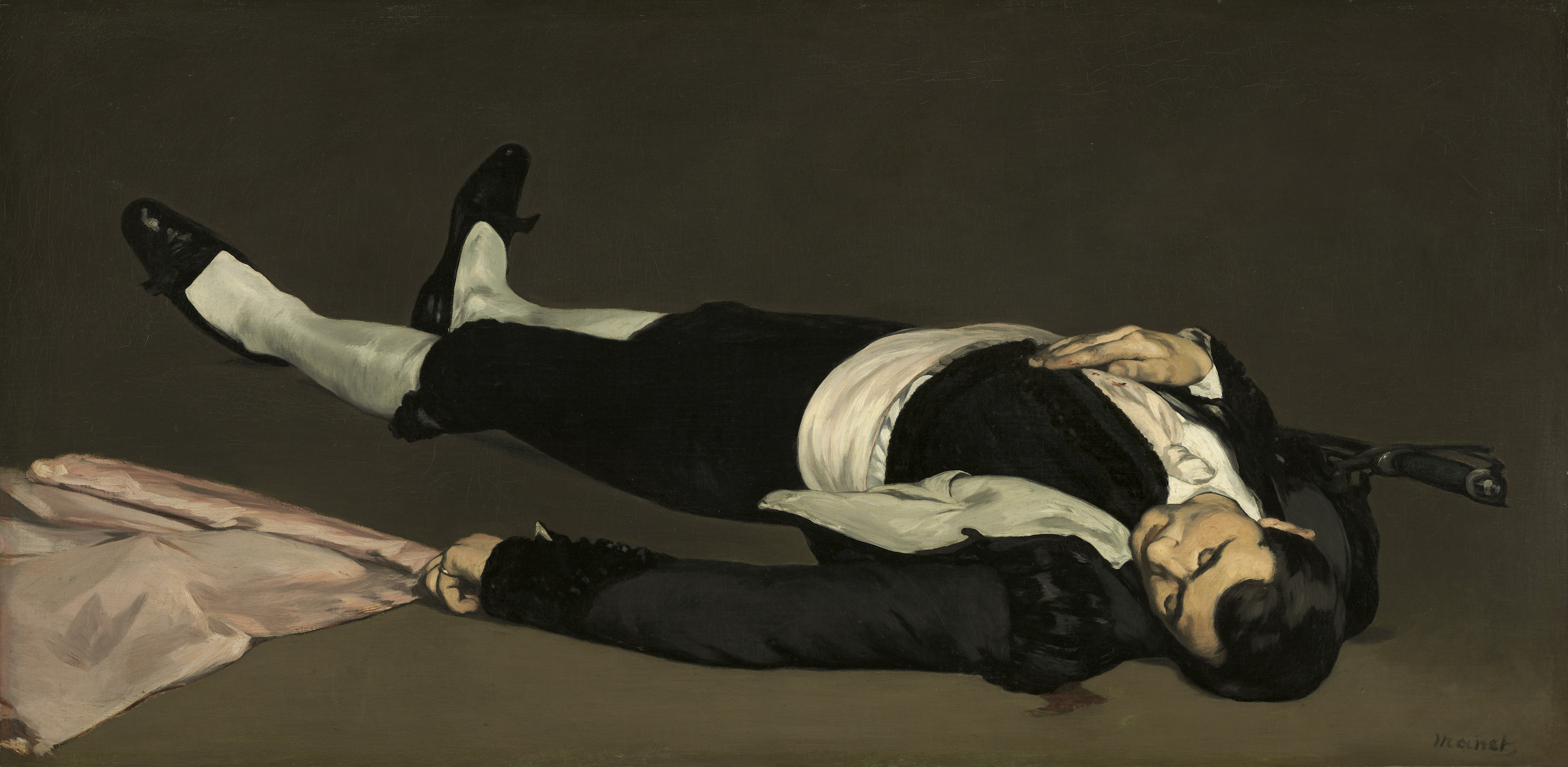
Édouard Manet målade tavlan L'Homme mort mellan år 1864-1865 och finns nu att beskåda på National Gallery of Art i Washington D.C.

- Georg von Rosen - Sten Sture den äldres intåg i Stockholm
- Richard Dadd - The Fairy Feller's Masterstroke.
- Henri Fantin-Latour - Hommage à Delacroix.
- Édouard Manet - Les Anges au tombeau du Christ, Le Christ mort aux anges ("The Angels at Christ's Tomb") (Metropolitan Museum of Art, New York).
- Édouard Manet - L'Homme mort (National Gallery of Art, Washington, DC).
- Jean-François Millet - Shepherdess with Her Flock (Musée d'Orsay, Paris).

## Födda
- 3 januari - Ernst Klimt (död 1892), österrikisk historie- och dekorationsmålare.
- 13 januari - Hanna Pauli (död 1940), svensk konstnär.
- 29 februari - Adolf Wölfli (död 1930), schweizisk konstnär, författare och kompositör.
- 5 mars - Filip Månsson (död 1933), svensk konstnär.
- 25 mars - Aleksej von Jawlensky (död 1941), rysk målare inom expressionismen.
- 13 april - Emil Erik Vikström (dödsår okänt), finsk skulptör.
- 19 april - Erik Lallerstedt (död 1955), svensk arkitekt.
- 15 maj - Vilhelm Hammershøi (död 1916), dansk målare.
- 8 juli - Pelle Molin (död 1896), svensk författare och konstnär.
- 5 augusti - Herman Norrman (död 1906), svensk målare och tecknare.
- 26 september - Arthur Kampf (död 1950), tysk konstnär.
- 30 september - Max Laeuger (död 1952), tysk arkitekt och konstindustrialist.
- 21 oktober - Thure Sundell (död 1924), finlandssvensk landskapsmålare.
- 9 november - Paul Sérusier (död 1927), fransk målare.
- 24 november - Henri de Toulouse-Lautrec (död 1901), fransk målare.
- 3 december - Anna Boberg (död 1935), svensk konstnär.
- 8 december - Camille Claudel (död 1943), fransk skulptör och grafiker.
- okänt datum - J. Laurie Wallace (död 1953), irländsk/amerikansk konstnär.
- okänt datum - Paul Ranson (död 1909), fransk målare.
- okänt datum - Ādams Alksnis (död 1897), lettisk målare.
- okänt datum - Gerda Roosval-Kallstenius (död 1939), svensk målare.
- okänt datum - Ida Trotzig (död 1943), svensk konstnär, etnograf, japanolog och författare.
- okänt datum - Emil Åberg (död 1940), svensk konstnär, (målare och grafiker), animatör och regissör.

## Avlidna
- 26 januari – Marcus Larson (född 1825), svensk landskapsmålare avlider i London 39 år gammal.
- 27 januari – Leo von Klenze (född 1784), tysk arkitekt och målare.
- 10 februari – William Henry Hunt (född 1790), engelsk målare.
- 14 februari – William Dyce (född 1806), skotsk målare.
- 19 mars – Alexandre Calame (född 1810), schweizisk målare.
- 21 mars – Jean-Hippolyte Flandrin (född 1809), fransk målare.
- 1 juni – John Watson Gordon (född 1788), skotsk målare.
- 27 juli – Joseph Patrick Haverty (född 1794), irländsk målare.
- 7 augusti – Janez Puhar (född 1814), slovensk uppfinnaren och fotograf.
- 10 augusti – Thomas Baker (född 1809), engelsk landskapsmålare.
- 29 oktober – John Leech (född 1817) engelsk karikatyrtecknare.
- 25 november – David Roberts (född 1796), skotsk målare.
- okänt datum – William Guy Wall (född 1792), amerikansk målare.
- okänt datum – William Behnes (född 1795), engelsk skulptör.
- okänt datum – James Frothingham (född 1786), amerikansk målare.
- okänt datum – Demeter Laccataris (född 1798), österrike-ungersk porträttmålare.